# Káli Nagy Elek
Káli Nagy Elek (Kolozsvár, 1816. január 13. – Kolozsvár, 1878. január 7.) jogász, reformpolitikus, miniszteri tanácsos, országgyűlési követ, főkormányszéki tanácsos, országgyűlési képviselő, unitárius egyházi főgondnok.

## Élete
Nagy Lázár megyei főbíró és alsójárai Pápai Erzsébet fia. Magánnevelője nagyajtai Kovács István történetíró volt. Tanulmányait az unitáriusok kolozsvári főgimnáziumában, a jogot szintén Kolozsvárt a királyi líceumban 18 éves korában végezte. A német irodalom javát már ekkor megszerezte és buzdította barátait, Kriza Jánost és Szentiváni Mihályt a német írók fordítására. 1834-ben felesküdt a királyi főkormányszékhez.
Ezután a politikára adta magát, különösen Széchényi István gróf reformeszméitől áthatva; mint Kolozs megyei tiszteletbeli aljegyző, derékszéki bíró, pár év múlva főjegyző, hatásosan kezdett újítani, a latin műszavak helyett magyarokat kezdett használni, a márkális gyűlések jegyzőkönyveit oly klasszicitással szerkesztette, hogy Erdélyben mintaszerű főjegyzőnek nevezték.
1838. március 28-án nőűl vette Gedő Teréziát és alsójárai jószágára költözött, 1840-ben azonban ismét visszatért Kolozsvárra, ahol állandóan lakott.
1841-ben, 1846-ban és 1848-ban az erdélyi országgyűlésre követté választották, emellett főjegyzői állását is megtartotta. Az Unió keresztülvitelében tevékeny részt vett. A szabadságharc idején nagy buzgalmat fejtett ki; ezért Urbán ezredes fogsággal fenyegette, ha Kolozs megyében a főnökséget el nem vállalja. Barátainak, különösen Mikó Imre gróf rábeszélésére elvállalta ezen tisztséget. 1861-ben főkormányszéki tanácsossá nevezték ki. A Schmerling-korszak alatt lemondott hivataláról, annak buktával ismét visszahelyezték és megint a közjogi és közigazgatási referádát vette át. Az Unió újbóli kimondása végett Kolozsvárra összehívott országgyűlés működésében nagy része volt, ezért 1866-ban Mikó Imre gróf mellett őt Kolozsvár meg is választotta képviselőnek a pesti országgyűlésre. Itt főtanácsadó volt az erdélyi dolgok rendezésében és az egy ideig fenntartott királyi biztos mellé Deák Ferenc kivánságára Káli Nagy Eleket küldték ki adlatusnak. A királyi biztosság megszüntével miniszteri tanácsossá nevezték ki. 1873-ban szélütés érte és nyugalomba helyezték.
Az unitárius egyház 1853-ban őt választotta főgondnokává. Egyedüli feje lett az egyháznak, miután püspököt kilenc évig nem volt szabad választani; a pusztulástól féltett egyházat bölcsességgel és tapintattal kormányozta, virágzásnak és jólétnek indította. Tanodáik megerősödtek, a tanárok száma szaporodott, fizetésük emelkedett; köztőkéjük 160 000 forinttal szaporodott. Az angol és amerikai unitáriusokkal való viszonyt felelevenítették, ösztöndíjakat alapítottak.
Súlyos betegsége miatt 1876-ban a főgondnoki tisztségéről is lemondott. Alapító tagja volt a Kisfaludy Társaságnak, a Muzeum-egyletnek, az Erdélyi Gazdasági Egyletnek; tagja volt a kolozsvári Nemzeti Színház igazgató országos választmányának.
Mint gazda is kitünő volt, birtokait megkétszerezte. Hazafias és közművelődési célokra mind áldozatkész volt.

## Írásai
Kisebb dolgozataival lépett fel a Szemere Aurórájában és a kolozsvári főiskola körében alakult Koszorú c. zsebkönyvben. Cikke az Uj Magyar Múzeumban (1853. I. Cserey Mihálynak az unitariusok kolozsvári főtanodája könyvtárában levő jegyzőkönyvének ismertetése). Országgyűlési beszédei az egykorú lapokban és Naplókban vannak.